# سفارة الجزائر في كوريا الجنوبية
سفارة الجزائر في كوريا الجنوبية هي أرفع تمثيل دبلوماسي لدولة الجزائر لدى كوريا الجنوبية. تقع السفارة في منطقة يونجسان ‏ وهي تهدف لتعزيز المصالح الجزائرية في كوريا الجنوبية.

## وصلات خارجية
- قائمة سفارات الجزائر
- قائمة السفارات في كوريا الجنوبية